# Freestyle-Skiing-Weltcup 1988/89
Die Saison 1988/89 war die 10. Saison des von der Fédération Internationale de Ski (FIS) veranstalteten Freestyle-Skiing-Weltcups. Sie begann am 9. Dezember 1988 in Tignes und endete am 24. März 1989 in Suomo. Ausgetragen wurden Wettbewerbe in den Disziplinen Aerials (Springen), Moguls (Buckelpiste), Ballett und in der Kombination.
Höhepunkt der Saison waren die Weltmeisterschaften 1989 am Oberjoch.

## Männer

### Weltcupwertungen
| Rang | Name               | Punkte |
| ---- | ------------------ | ------ |
| 1.   | Chris Simboli      | 58     |
| 2.   | Scott Ogren        | 56     |
| 3.   | Alain Laroche      | 46     |
| 4.   | Éric Laboureix     | 42     |
| 5.   | Hermann Reitberger | 25     |
| 6.   | Nelson Carmichael  | 25     |
| 7.   | Edgar Grospiron    | 25     |
| 8.   | Richard Pierce     | 24     |
| 9.   | Lane Spina         | 24     |
| 10.  | Tor Skeie          | 24     |

| Rang | Name                 | Punkte |
| ---- | -------------------- | ------ |
| 1.   | Tor Skeie            | 143    |
| 2.   | Philippe Laroche     | 138    |
| 3.   | Didier Méda          | 136    |
| 4.   | André Ouimet         | 127    |
| 5.   | Trace Worthington    | 125    |
| 6.   | Andreas Schönbächler | 125    |
| 7.   | Chris Haslock        | 108    |
| 8.   | Jean-Marc Bacquin    | 108    |
| 9.   | Alain Laroche        | 106    |
| 10.  | Chris Simboli        | 101    |

| Rang | Name               | Punkte |
| ---- | ------------------ | ------ |
| 1.   | Nelson Carmichael  | 173    |
| 2.   | Edgar Grospiron    | 172    |
| 3.   | Hans Engelsen Eide | 142    |
| 4.   | Bruno Bertrand     | 136    |
| 5.   | Leif Persson       | 133    |
| 6.   | Olivier Allamand   | 132    |
| 7.   | Chuck Martin       | 128    |
| 8.   | Jürg Biner         | 128    |
| 9.   | Scott Ogren        | 120    |
| 10.  | Petsch Moser       | 115    |

| Rang | Name               | Punkte |
| ---- | ------------------ | ------ |
| 1.   | Hermann Reitberger | 174    |
| 2.   | Lane Spina         | 168    |
| 3.   | Rune Kristiansen   | 165    |
| 4.   | Richard Pierce     | 152    |
| 5.   | Dave Walker        | 151    |
| 6.   | Chris Simboli      | 149    |
| 7.   | Hubert Sewald      | 146    |
| 8.   | Roberto Franco     | 141    |
| 9.   | Heini Baumgartner  | 119    |
| 10.  | Klaus Mühlstein    | 107    |

| Rang | Name             | Punkte |
| ---- | ---------------- | ------ |
| 1.   | Chris Simboli    | 84     |
| 2.   | Scott Ogren      | 83     |
| 3.   | Alain Laroche    | 82     |
| 4.   | Scott Harrington | 69     |
| 5.   | Éric Laboureix   | 60     |
| 6.   | Murray Cluff     | 55     |
| 7.   | Chris Hatton     | 40     |
| 8.   | Oleg Isakow      | 30     |
| 9.   | Timo Kanninen    | 26     |
| 10.  | Jeff Violo       | 23     |

### Podestplätze

#### Moguls
| Datum             | Ort          | Disz. | 1. Platz           | 2. Platz           | 3. Platz            |
| ----------------- | ------------ | ----- | ------------------ | ------------------ | ------------------- |
| 9. Dezember 1988  | Tignes       | MO    | Nelson Carmichael  | Olivier Allamand   | Bernard Brandt      |
| 17. Dezember 1988 | La Plagne    | MO    | Nelson Carmichael  | Edgar Grospiron    | Thomas Kristiansson |
| 7. Januar 1989    | Mont Gabriel | MO    | Hans Engelsen Eide | Nelson Carmichael  | Edgar Grospiron     |
| 13. Januar 1989   | Lake Placid  | MO    | Nelson Carmichael  | Edgar Grospiron    | Scott Ogren         |
| 22. Januar 1989   | Calgary      | MO    | Edgar Grospiron    | Nelson Carmichael  | Bruno Bertrand      |
| 28. Januar 1989   | Breckenridge | MO    | Edgar Grospiron    | Leif Persson       | Mark Moeller        |
| 12. Februar 1989  | La Clusaz    | MO    | Edgar Grospiron    | Nelson Carmichael  | Leif Persson        |
| 11. März 1989     | Voss         | MO    | Nelson Carmichael  | Hans Engelsen Eide | Scott Ogren         |
| 17. März 1989     | Åre          | MO    | Nelson Carmichael  | Edgar Grospiron    | Youri Gilg          |
| 23. März 1989     | Suomu        | MO    | Edgar Grospiron    | Jürg Biner         | Nelson Carmichael   |

#### Aerials
| Datum             | Ort          | Disz. | 1. Platz         | 2. Platz          | 3. Platz             |
| ----------------- | ------------ | ----- | ---------------- | ----------------- | -------------------- |
| 11. Dezember 1988 | Tignes       | AE    | André Ouimet     | Éric Laboureix    | Philippe Laroche     |
| 18. Dezember 1988 | La Plagne    | AE    | Tor Skeie        | John Ross         | André Ouimet         |
| 8. Januar 1989    | Mont Gabriel | AE    | John Ross        | Philippe Laroche  | André Ouimet         |
| 15. Januar 1989   | Lake Placid  | AE    | Tor Skeie        | Lloyd Langlois    | Alain Laroche        |
| 21. Januar 1989   | Calgary      | AE    | Tor Skeie        | Trace Worthington | Lloyd Langlois       |
| 29. Januar 1989   | Breckenridge | AE    | Philippe Laroche | Didier Méda       | Andreas Schönbächler |
| 11. Februar 1989  | La Clusaz    | AE    | Jean-Marc Rozon  | Tor Skeie         | Didier Méda          |
| 12. März 1989     | Voss         | AE    | Didier Méda      | Trace Worthington | Jean-Marc Bacquin    |
| 18. März 1989     | Åre          | AE    | Russ Magnanti    | Trace Worthington | Didier Méda          |

#### Ballett
| Datum             | Ort          | Disz. | 1. Platz           | 2. Platz           | 3. Platz         |
| ----------------- | ------------ | ----- | ------------------ | ------------------ | ---------------- |
| 10. Dezember 1988 | Tignes       | AC    | Rune Kristiansen   | Hubert Sewald      | Lane Spina       |
| 16. Dezember 1988 | La Plagne    | AC    | Hermann Reitberger | Lane Spina         | Roberto Franco   |
| 6. Januar 1989    | Mont Gabriel | AC    | Hermann Reitberger | Rune Kristiansen   | Lane Spina       |
| 14. Januar 1989   | Lake Placid  | AC    | Hermann Reitberger | Rune Kristiansen   | Lane Spina       |
| 20. Januar 1989   | Calgary      | AC    | Hermann Reitberger | Dave Walker        | Lane Spina       |
| 27. Januar 1989   | Breckenridge | AC    | Lane Spina         | Hermann Reitberger | Chris Simboli    |
| 10. Februar 1989  | La Clusaz    | AC    | Hermann Reitberger | Dave Walker        | Nelson Finstad   |
| 10. März 1989     | Voss         | AC    | Hermann Reitberger | Lane Spina         | Rune Kristiansen |
| 16. März 1989     | Åre          | AC    | Lane Spina         | Richard Pierce     | Dave Walker      |
| 22. März 1989     | Suomu        | AC    | Rune Kristiansen   | Lane Spina         | Richard Pierce   |

#### Kombination
| Datum             | Ort          | Disz. | 1. Platz       | 2. Platz      | 3. Platz           |
| ----------------- | ------------ | ----- | -------------- | ------------- | ------------------ |
| 11. Dezember 1988 | Tignes       | CO    | Éric Laboureix | Alain Laroche | Chris Simboli      |
| 18. Dezember 1988 | La Plagne    | CO    | Éric Laboureix | Alain Laroche | Scott Ogren        |
| 8. Januar 1989    | Mont Gabriel | CO    | Éric Laboureix | Chris Simboli | Alain Laroche      |
| 15. Januar 1989   | Lake Placid  | CO    | Éric Laboureix | Chris Simboli | Alain Laroche      |
| 22. Januar 1989   | Calgary      | CO    | Alain Laroche  | Chris Simboli | Scott Ogren        |
| 29. Januar 1989   | Breckenridge | CO    | Scott Ogren    | Chris Simboli | Alain Laroche      |
| 12. Februar 1989  | La Clusaz    | CO    | Scott Ogren    | Chris Simboli | Klaus Pescolderung |
| 12. März 1989     | Voss         | CO    | Scott Ogren    | Chris Simboli | Scott Harrington   |
| 18. März 1989     | Åre          | CO    | Youri Gilg     | Timo Kanninen | Chris Simboli      |

## Frauen

### Weltcupwertungen
| Rang | Name                | Punkte |
| ---- | ------------------- | ------ |
| 1.   | Conny Kissling      | 29     |
| 2.   | Meredith Gardner    | 26     |
| 3.   | Melanie Palenik     | 25     |
| 4.   | Jan Bucher          | 12     |
| 5.   | Raphaëlle Monod     | 11     |
| 6.   | Catherine Lombard   | 11     |
| 7.   | Sonja Reichart      | 11     |
| 8.   | Donna Weinbrecht    | 11     |
| 9.   | Lucie Barma         | 10     |
| 10.  | Tatjana Mittermayer | 10     |

| Rang | Name              | Punkte |
| ---- | ----------------- | ------ |
| 1.   | Catherine Lombard | 77     |
| 2.   | Sonja Reichart    | 77     |
| 3.   | Melanie Palenik   | 75     |
| 4.   | Meredith Gardner  | 68     |
| 5.   | Edel Hovland      | 50     |
| 6.   | Susanna Antonsson | 46     |
| 7.   | Dorene Bourque    | 46     |
| 8.   | Jodie Spiegel     | 45     |
| 9.   | Conny Kissling    | 43     |
| 10.  | Kirstie Marshall  | 29     |

| Rang | Name                 | Punkte |
| ---- | -------------------- | ------ |
| 1.   | Raphaëlle Monod      | 77     |
| 2.   | Donna Weinbrecht     | 76     |
| 3.   | Tatjana Mittermayer  | 68     |
| 4.   | Silvia Marciandi     | 67     |
| 5.   | LeeLee Morrison      | 66     |
| 6.   | Stine Lise Hattestad | 57     |
| 7.   | Liz McIntyre         | 44     |
| 8.   | Lise Benberg         | 43     |
| 9.   | Petra Moroder        | 41     |
| 10.  | Birgit Stein-Keppler | 40     |

| Rang | Name             | Punkte |
| ---- | ---------------- | ------ |
| 1.   | Jan Bucher       | 84     |
| 2.   | Conny Kissling   | 81     |
| 3.   | Lucie Barma      | 69     |
| 4.   | Betsy Reid       | 61     |
| 5.   | Meredith Gardner | 58     |
| 6.   | Julia Snell      | 52     |
| 7.   | Nadège Ferrier   | 52     |
| 8.   | Karen Hunter     | 39     |
| 9.   | Nancy Wankling   | 29     |
| 10.  | Melanie Palenik  | 25     |

| Rang | Name                   | Punkte |
| ---- | ---------------------- | ------ |
| 1.   | Conny Kissling         | 54     |
| 2.   | Melanie Palenik        | 52     |
| 3.   | Meredith Gardner       | 48     |
| 4.   | Jilly Curry            | 35     |
| 5.   | Veronique Granier      | 15     |
| 6.   | Wassilissa Sementschuk | 8      |
| 7.   | Shannon Carey          | 6      |
| 7.   | Tarsha Ebbern          | 6      |

### Podestplätze

#### Moguls
| Datum             | Ort          | Disz. | 1. Platz             | 2. Platz             | 3. Platz             |
| ----------------- | ------------ | ----- | -------------------- | -------------------- | -------------------- |
| 9. Dezember 1988  | Tignes       | MO    | Raphaëlle Monod      | Stine Lise Hattestad | Liz McIntyre         |
| 17. Dezember 1988 | La Plagne    | MO    | Stine Lise Hattestad | Silvia Marciandi     | Donna Weinbrecht     |
| 7. Januar 1989    | Mont Gabriel | MO    | Donna Weinbrecht     | Tatjana Mittermayer  | Birgit Stein-Keppler |
| 13. Januar 1989   | Lake Placid  | MO    | Stine Lise Hattestad | Donna Weinbrecht     | Tatjana Mittermayer  |
| 22. Januar 1989   | Calgary      | MO    | LeeLee Morrison      | Donna Weinbrecht     | Silvia Marciandi     |
| 28. Januar 1989   | Breckenridge | MO    | LeeLee Morrison      | Raphaëlle Monod      | Stine Lise Hattestad |
| 12. Februar 1989  | La Clusaz    | MO    | Raphaëlle Monod      | Tatjana Mittermayer  | Donna Weinbrecht     |
| 11. März 1989     | Voss         | MO    | Raphaëlle Monod      | LeeLee Morrison      | Donna Weinbrecht     |
| 17. März 1989     | Åre          | MO    | Silvia Marciandi     | Tatjana Mittermayer  | Raphaëlle Monod      |
| 23. März 1989     | Suomu        | MO    | Donna Weinbrecht     | Raphaëlle Monod      | Lise Benberg         |

#### Aerials
| Datum             | Ort          | Disz. | 1. Platz          | 2. Platz          | 3. Platz          |
| ----------------- | ------------ | ----- | ----------------- | ----------------- | ----------------- |
| 11. Dezember 1988 | Tignes       | AE    | Susanna Antonsson | Meredith Gardner  | Catherine Lombard |
| 18. Dezember 1988 | La Plagne    | AE    | Sonja Reichart    | Melanie Palenik   | Meredith Gardner  |
| 8. Januar 1989    | Mont Gabriel | AE    | Catherine Lombard | Sonja Reichart    | Meredith Gardner  |
| 15. Januar 1989   | Lake Placid  | AE    | Melanie Palenik   | Jodie Spiegel     | Hiroko Fujii      |
| 21. Januar 1989   | Calgary      | AE    | Catherine Lombard | Meredith Gardner  | Edel Hovland      |
| 29. Januar 1989   | Breckenridge | AE    | Catherine Lombard | Melanie Palenik   | Susanna Antonsson |
| 11. Februar 1989  | La Clusaz    | AE    | Sonja Reichart    | Catherine Lombard | Meredith Gardner  |
| 12. März 1989     | Voss         | AE    | Sonja Reichart    | Edel Hovland      | Melanie Palenik   |
| 18. März 1989     | Åre          | AE    | Melanie Palenik   | Jodie Spiegel     | Sonja Reichart    |
| 24. März 1989     | Suomu        | CO    | Catherine Lombard | Sonja Reichart    | Melanie Palenik   |

#### Ballett
| Datum             | Ort          | Disz. | 1. Platz                  | 2. Platz       | 3. Platz         |
| ----------------- | ------------ | ----- | ------------------------- | -------------- | ---------------- |
| 10. Dezember 1988 | Tignes       | AC    | Conny Kissling            | Lucie Barma    | Viviane Dictus   |
| 16. Dezember 1988 | La Plagne    | AC    | Conny Kissling            | Jan Bucher     | Betsy Reid       |
| 6. Januar 1989    | Mont Gabriel | AC    | Jan Bucher                | Conny Kissling | Meredith Gardner |
| 14. Januar 1989   | Lake Placid  | AC    | Jan Bucher Conny Kissling | –              | Betsy Reid       |
| 20. Januar 1989   | Calgary      | AC    | Jan Bucher                | Conny Kissling | Lucie Barma      |
| 27. Januar 1989   | Breckenridge | AC    | Jan Bucher                | Conny Kissling | Lucie Barma      |
| 10. Februar 1989  | La Clusaz    | AC    | Jan Bucher                | Conny Kissling | Julia Snell      |
| 10. März 1989     | Voss         | AC    | Jan Bucher                | Conny Kissling | Lucie Barma      |
| 16. März 1989     | Åre          | AC    | Conny Kissling            | Jan Bucher     | Lucie Barma      |
| 22. März 1989     | Suomu        | AC    | Jan Bucher                | Conny Kissling | Nadège Ferrier   |

#### Kombination
| Datum             | Ort          | Disz. | 1. Platz         | 2. Platz         | 3. Platz          |
| ----------------- | ------------ | ----- | ---------------- | ---------------- | ----------------- |
| 11. Dezember 1988 | Tignes       | CO    | Meredith Gardner | Conny Kissling   | Melanie Palenik   |
| 18. Dezember 1988 | La Plagne    | CO    | Conny Kissling   | Melanie Palenik  | Meredith Gardner  |
| 8. Januar 1989    | Mont Gabriel | CO    | Melanie Palenik  | Conny Kissling   | Shannon Carey     |
| 15. Januar 1989   | Lake Placid  | CO    | Conny Kissling   | Melanie Palenik  | Meredith Gardner  |
| 22. Januar 1989   | Calgary      | CO    | Conny Kissling   | Meredith Gardner | Melanie Palenik   |
| 29. Januar 1989   | Breckenridge | CO    | Melanie Palenik  | Meredith Gardner | Tarsha Ebbern     |
| 12. Februar 1989  | La Clusaz    | CO    | Meredith Gardner | Conny Kissling   | Veronique Granier |
| 12. März 1989     | Voss         | CO    | Melanie Palenik  | Conny Kissling   | Meredith Gardner  |
| 18. März 1989     | Åre          | CO    | Conny Kissling   | Melanie Palenik  | Meredith Gardner  |
| 24. März 1989     | Suomu        | CO    | Conny Kissling   | Melanie Palenik  | Meredith Gardner  |